# NABBA
La National Amateur Bodybuilders Association (NABBA) è una organizzazione fondata nel 1950 per promuovere il culturismo, originariamente solo nel Regno Unito. Il primo concorso organizzato dall'organizzazione è stato il NABBA Mr. Universe che si è tenuto il 24 giugno 1950 ed è stato vinto da Steve Reeves. Al 2012, il concorso viene ancora organizzato annualmente con il nome Universe Championships.
Dato che molti culturisti al di fuori del Regno Unito volevano prendere parte al concorso Mr. Universe, è stata fondata l'organizzazione NABBA International. Numerose altre nazioni hanno aderito all'apertura di una filiale locale dell' organizzazione NABBA, come NABBA Australia, NABBA USA, NABBA Germania, NABBA Italia, NABBA Austria, NABBA Ucraina.

## Concorsi
- NABBA Mr. Universe
- AAU Mr. Universe
- World Championships NABBA